# Patty Waters
Patty Waters (Logan, Iowa, 11 de marzo de 1946-29 de junio de 2024) fue una vocalista estadounidense de jazz, conocida por sus trabajos en el Free Jazz grabados en la década de los 60's bajo el sello de ESP-Disk.  A pesar de que rara vez se ha presentado desde entonces, ella es cada vez más reconocida como una innovadora vocal, cuya influencia se extiende más allá del Jazz.

## Historia
Waters nació en Logan, Iowa. Ella comenzó como cantante semi-profesional en su escuela secundaria. Después de la escuela ella se unió a un grupo local de baile, para más tarde salir de gira con orquestas regionales. Su familia se mudó a Denver, donde ella comenzó a escuchar a Billie Holiday cuya vida y canto han tenido una profunda influencia en ella. 
Waters se mudó más tarde en 1964 en la ciudad de Manhattan, comenzó a trabajar de camarera en los clubes nocturnos de Jazz. Ella sentía especialmente atraída por los jugadores de Free Jazz. Albert Arley la oyó en un club de comedor, fascinado fue a presentarla a su productor discográfico Bernard Stollman, dueño del sello discográfico ESP-Disk. Stollman produjo el primer disco de Watters, Sings fue grabado en la Navidad de 1965, con la colaboración del compositor y músico Burton Greene. La canción más sobresaliente del álbum fue una versión de casi 14 minutos de la canción tradicional "Black is the colour of my true love's hair", que se hizo en una intensa, inquietante, gemido de angustia.
Stollman persuadió al Consejo de Estado de Nueva York para las Artes de patrocinar un concierto universitario de una semana para un grupo de artistas del sello ESP-Disk. Las cintas de esas actuaciones rindieron el segundo álbum de Waters, College Tour.
A finales de 1960, pasó algún tiempo en Europa y luego abandonó el mundo de la música para criar a su hijo (nacido en 1969) en California. Casi 30 años más tarde, Waters regresó al estudio, grabó el álbum Love Songs en 1996 y comenzó a actuar en público. Esto incluyó conciertos de reunión con el pianista Burton Greene en dos festivales de música en mayo de 2003: Festival Visiones en Nueva York y Le Weekend en Stirling.
En 2004 ella lanzó You Thrill Me: A Musical Odyssey, una colección de grabaciones raras y no emitidas a partir de los años 1962-1979.

## Influencia
Diamanda Galas y Patti Smith la han citado como influencia.
La banda de Rock Telstar Ponies, ha grabado un cover del tema "Moon, don't come up tonight" y una de sus canciones lleva el título de "Patty Waters".
Thurston Moore de la banda Sonic Youth ha declarado ser un admirador.

## Discografía
- 1965: Sings
- 1966: College Tour
- 1969: Marzette Watts Ensemble (colaboración en el álbum de Marzette Watts)
- 1996: Love Songs
- 2004: You Thrill Me: A Musical Odyssey 1962-1979
- 2005: Happiness Is a Thing Called Joe: Live in San Francisco 2002
- 2006: The Complete ESP-Disk Recordings